# Сире ле Понтаје
Сире ле Понтаје (фр. Cirey-lès-Pontailler) насеље је и општина у источном делу централне Француске у региону Бургоња, у департману Златна обала која припада префектури Дижон.
По подацима из 2011. године у општини је живело 136 становника, а густина насељености је износила 15,47 становника/km². Општина се простире на површини од 8,79 km². Налази се на средњој надморској висини од 204 метара (максималној 241 m, а минималној 188 m).

## Демографија
| 1962. | 1968. | 1975. | 1982. | 1990. | 1999. | 2011. |
| ----- | ----- | ----- | ----- | ----- | ----- | ----- |
| 59    | 76    | 66    | 65    | 93    | 115   | 136   |

График промене броја становника у току последњих година